# Busch Nashville 420 1980
Nashville 420 1980 var ett stockcarlopp ingående i Nascar Winston Cup Series (nuvarande Nascar Cup Series) som kördes 26 augusti 1980 på den 0,596 mile (959,170 meter) långa ovalbanan Nashville Speedway i Nashville i Tennessee. Totalt avverkades 250.320 miles (402.851 km) fördelat på 420 varv. Banunderlaget var asfalt. Loppet vanns av Dale Earnhardt i en Chevrolet på tiden 2:40.05 körande för Osterlund Motorsports. Earnhardts snitthastighet var 93,821 mph. Prispotten uppgick till 85 440 dollar, varav 14 600 dollar gick till segraren.

## Resultat
| Plc     | Nr | Förare            | Team/ bilägare              | Konstruktör | Start | Varv | Ledda varv |
| ------- | -- | ----------------- | --------------------------- | ----------- | ----- | ---- | ---------- |
| 1       | 2  | Dale Earnhardt    | Osterlund Motorsports       | Chevrolet   | 7     | 420  | 103        |
| 2       | 11 | Cale Yarborough   | Junior Johnson & Associates | Chevrolet   | 1     | 420  | 151        |
| 3       | 27 | Benny Parsons     | M.C. Anderson Racing        | Chevrolet   | 2     | 420  | 147        |
| 4       | 88 | Darrell Waltrip   | DiGard Motorsports          | Chevrolet   | 3     | 419  | 2          |
| 5       | 43 | Richard Petty     | Petty Enterprises           | Chevrolet   | 10    | 416  | 17         |
| 6       | 15 | Bobby Allison     | Bud Moore Engineering       | Ford        | 6     | 413  | 0          |
| 7       | 40 | Sterling Marlin   | Ulrich Racing               | Chevrolet   | 17    | 413  | 0          |
| 8       | 90 | Ulrich Racing     | Donlavey Racing             | Ford        | 8     | 412  | 0          |
| 9       | 3  | Richard Childress | Richard Childress Racing    | Chevrolet   | 14    | 411  | 0          |
| 10      | 67 | Buddy Arrington   | Arrington Racing            | Dodge       | 18    | 411  | 0          |
| 11      | 70 | J.D. McDuffie     | McDuffie Racing             | Chevrolet   | 12    | 408  | 0          |
| 12      | 75 | John Anderson     | RahMoc Enterprises          | Chevrolet   | 23    | 408  | 0          |
| 13      | 53 | Slick Johnson     | JD Johnson Racing           | Chevrolet   | 20    | 407  | 0          |
| 14      | 71 | Dave Marcis       | Marcis Auto Racing          | Chevrolet   | 13    | 403  | 0          |
| 15      | 17 | Roger Hamby       | Hamby Racing                | Chevrolet   | 26    | 403  | 0          |
| 16      | 52 | Jimmy Means       | Jimmy Means Racing          | Chevrolet   | 27    | 400  | 0          |
| 17      | 48 | James Hylton      | Hylton Engineering          | Chevrolet   | 25    | 399  | 0          |
| 18      | 64 | Tommy Gale        | Langley-Woodfield Racing    | Ford        | 22    | 398  | 0          |
| 19      | 45 | Baxter Price      | Price Racing                | Chevrolet   | 28    | 378  | 0          |
| 20      | 79 | Junior Miller     | Warren Racing               | Chevrolet   | 21    | 338  | 0          |
| 21      | 09 | Cecil Gordon      | Oswald Racing               | Buick       | 24    | 335  | 0          |
| 22      | 44 | Terry Labonte     | Hagan Enterprises           | Chevrolet   | 5     | 330  | 0          |
| 23      | 74 | Bobby Wawak       | Wawak Racing                | Buick       | 30    | 328  | 0          |
| 24      | 37 | Don Sprouse       | Rogers Racing               | Chevrolet   | 19    | 296  | 0          |
| 25      | 19 | Steve Spencer     | Gray Racing                 | Chevrolet   | 15    | 242  | 0          |
| 26      | 25 | Ronnie Thomas     | Robertson Racing            | Chevrolet   | 16    | 193  | 0          |
| 27      | 12 | Donnie Allison    | Kennie Childers             | Chevrolet   | 11    | 186  | 0          |
| 28      | 7  | Ricky Rudd        | Nelson Malloch              | Chevrolet   | 9     | 164  | 0          |
| 29      | 47 | Harry Gant        | Race Hill Farm Team         | Chevrolet   | 4     | 59   | 0          |
| 30      | 77 | Dick May          | Arrington Racing            | Dodge       | 29    | 4    | 0          |
| Källor: |    |                   |                             |             |       |      |            |